# Ulica Józefa Ignacego Kraszewskiego w Krakowie
Ulica Józefa Ignacego Kraszewskiego (dawniej ulica Marczyńskiego) – ulica na Półwsiu Zwierzynieckim w dzielnicy VII Zwierzyniec w Krakowie. Biegnie od północy ze skrzyżowania z aleją Marszałka Ferdynanda Focha do skrzyżowania z Placem Na Stawach. Ma około 400 metrów długości.
Ulica istniała jeszcze przed włączeniem Półwsi Zwierzynieckich do Krakowa w 1909. Nosiła wtedy nieoficjalną nazwę ul. Marczyńskiego (był on właścicielem przestrzeni, przez którą przebiegała). W 1912 roku ulicy nadano jej obecną nazwę, dla uczczenia setnych urodzin Józefa Ignacego Kraszewskiego.

## Niektóre budynki
Opracowano na podstawie źródła.
- ul. Kraszewskiego 2 – kamienica wybudowana w 1936 według projektu Antoniego Pawlikowskiego.
- ul. Kraszewskiego 4 – kamienica wybudowana w 1936 roku.
- ul. Kraszewskiego 6 – kamienica wybudowana ok. 1936 roku.
- ul. Kraszewskiego 7 – kamienica wybudowana w 1911 według projektu J. Jarosza.
- ul. Kraszewskiego 8 – kamienica wybudowana ok. 1900 roku.
- ul. Kraszewskiego 9 – kamienica wybudowana w 1911 roku według projektu J. Jarosza.
- ul. Kraszewskiego 10 – kamienica wybudowana ok. 1911 według projektu J. Mularskiego.
- ul. Kraszewskiego 11 – kamienica wybudowana w 1913 według projektu Aleksandra Biborskiego.
- ul. Kraszewskiego 12 – kamienica wybudowana w 1911 według projektu Aleksandra Biborskiego.
- ul. Kraszewskiego 14 – kamienica wybudowana w 1912 według projektu Z. Miaskowskiego.
- ul. Kraszewskiego 15 – kamienica wybudowana w 1931 roku według projektu Władysława Jurgowskiego.
- ul. Kraszewskiego 16 – kamienica wybudowana w 1936 roku według projektu Adolfa Siódmaka.
- ul. Kraszewskiego 17 – kamienica wybudowana w 1933 roku według projektu Władysława Jurgowskiego.
- ul. Kraszewskiego 19 – kamienica wybudowana w 1935 roku.
- ul. Kraszewskiego 23 – kamienica wybudowana w 1923 roku według projektu Janusza Zarzeckiego.
- ul. Kraszewskiego 24 – kamienica wybudowana w 1913 roku według projektu Leopolda Tlachna.
- ul. Kraszewskiego 25 – kamienica wybudowana w 1912 roku według projektu Jana Wilczyńskiego.
- ul. Kraszewskiego 26 – kamienica wybudowana w 1912 roku według projektu Jana Wilczyńskiego.
- ul. Kraszewskiego 27 – willa wybudowana w 1910 roku według projektu Jana Wilczyńskiego.
- ul. Kraszewskiego 28 – kamienica wybudowana w 1912 roku według projektu Ignacego Tislowitza.
- ul. Kraszewskiego 30 – kamienica wybudowana w 1938 roku według projektu Jana Burzyńskiego.
- ul. Kraszewskiego 32 – kamienica wybudowana w 1936 roku według projektu Tadeusza Źróbka.
- ul. Kraszewskiego 36 – biurowiec wybudowany w 1951 roku według projektu Józefa Gołąbka.

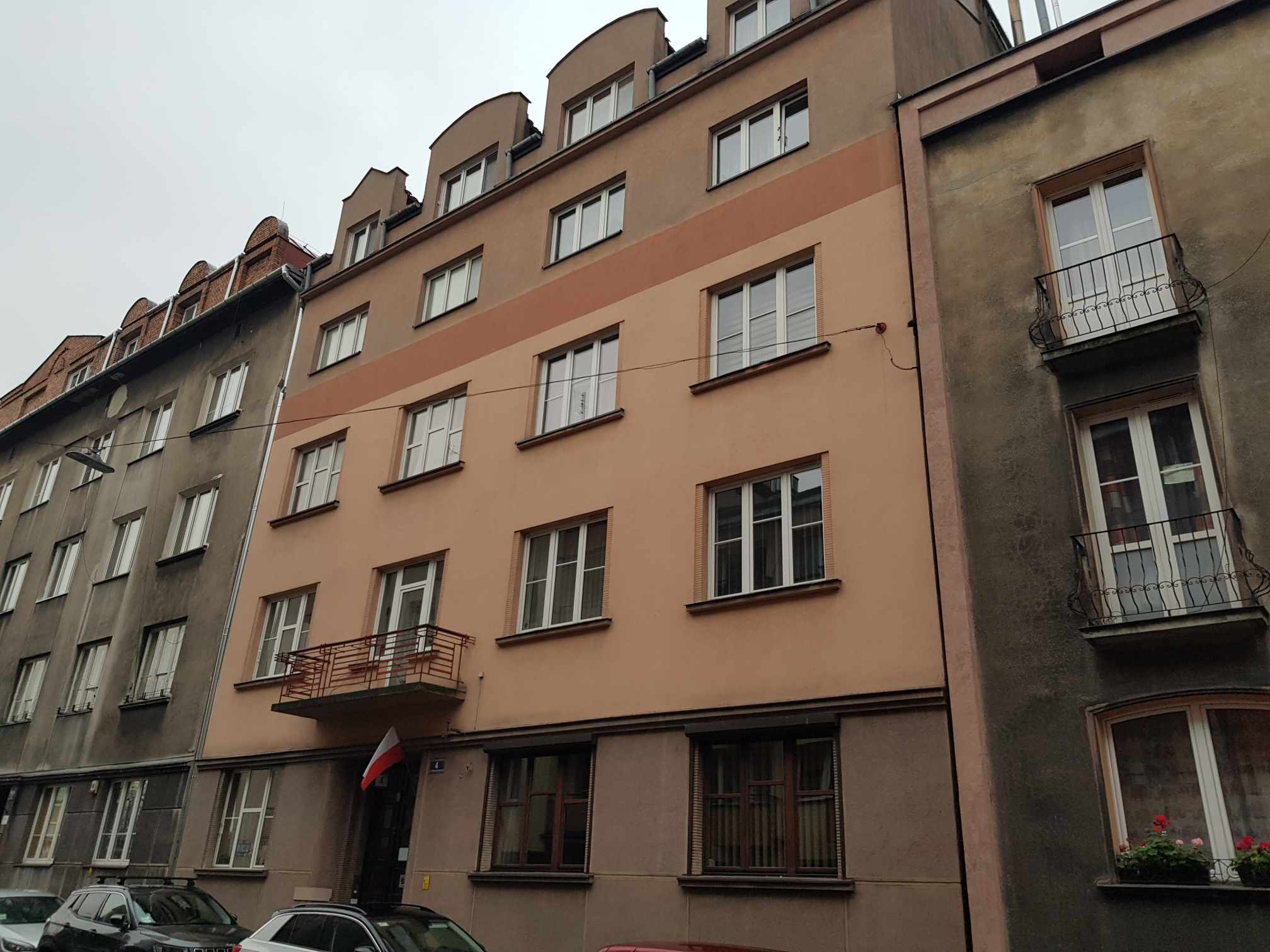
ul. Kraszewskiego 4, kamienica (1936)
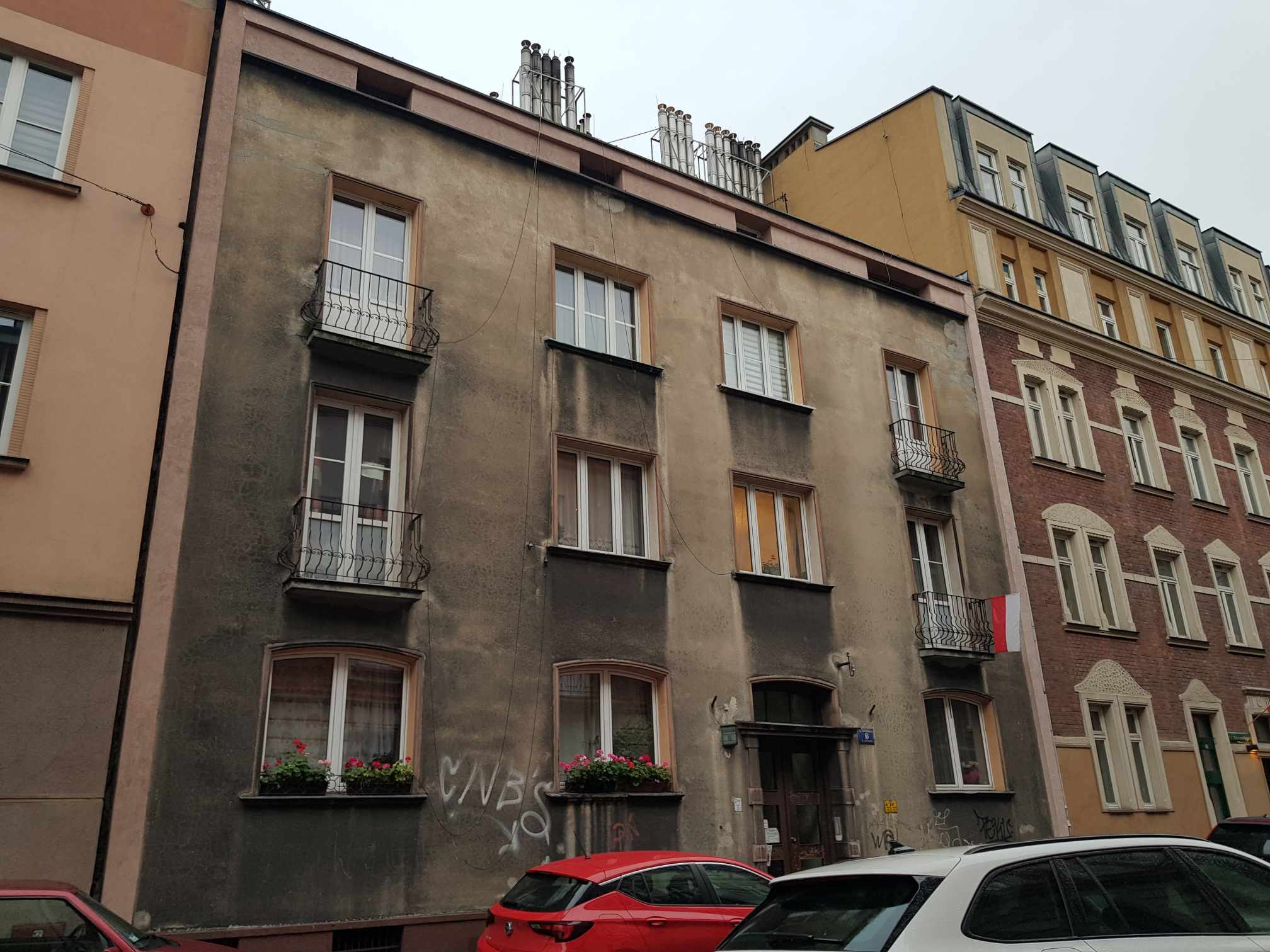
ul. Kraszewskiego 6, kamienica (ok. 1936)
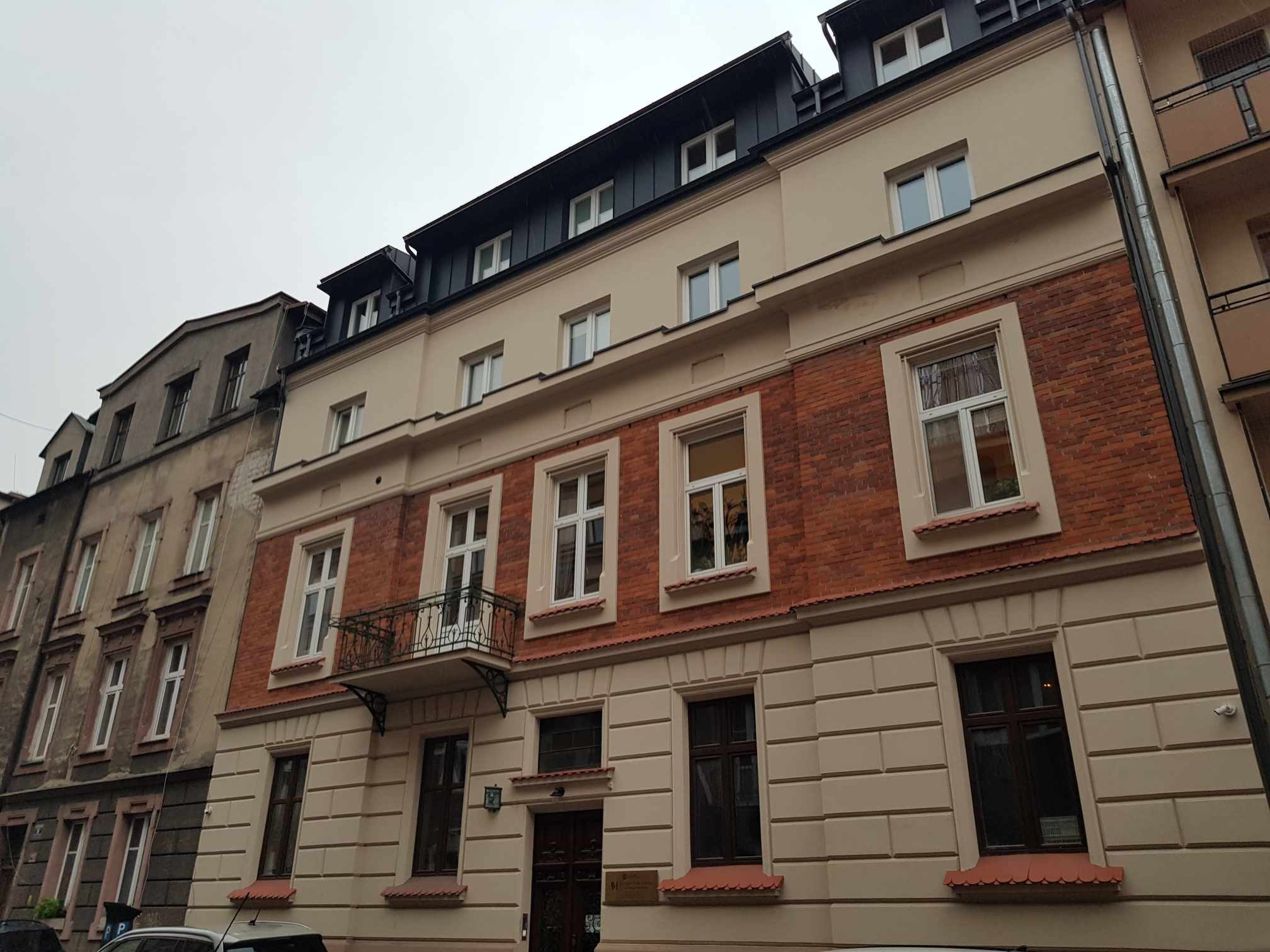
ul. Kraszewskiego 7, kamienica (1911)
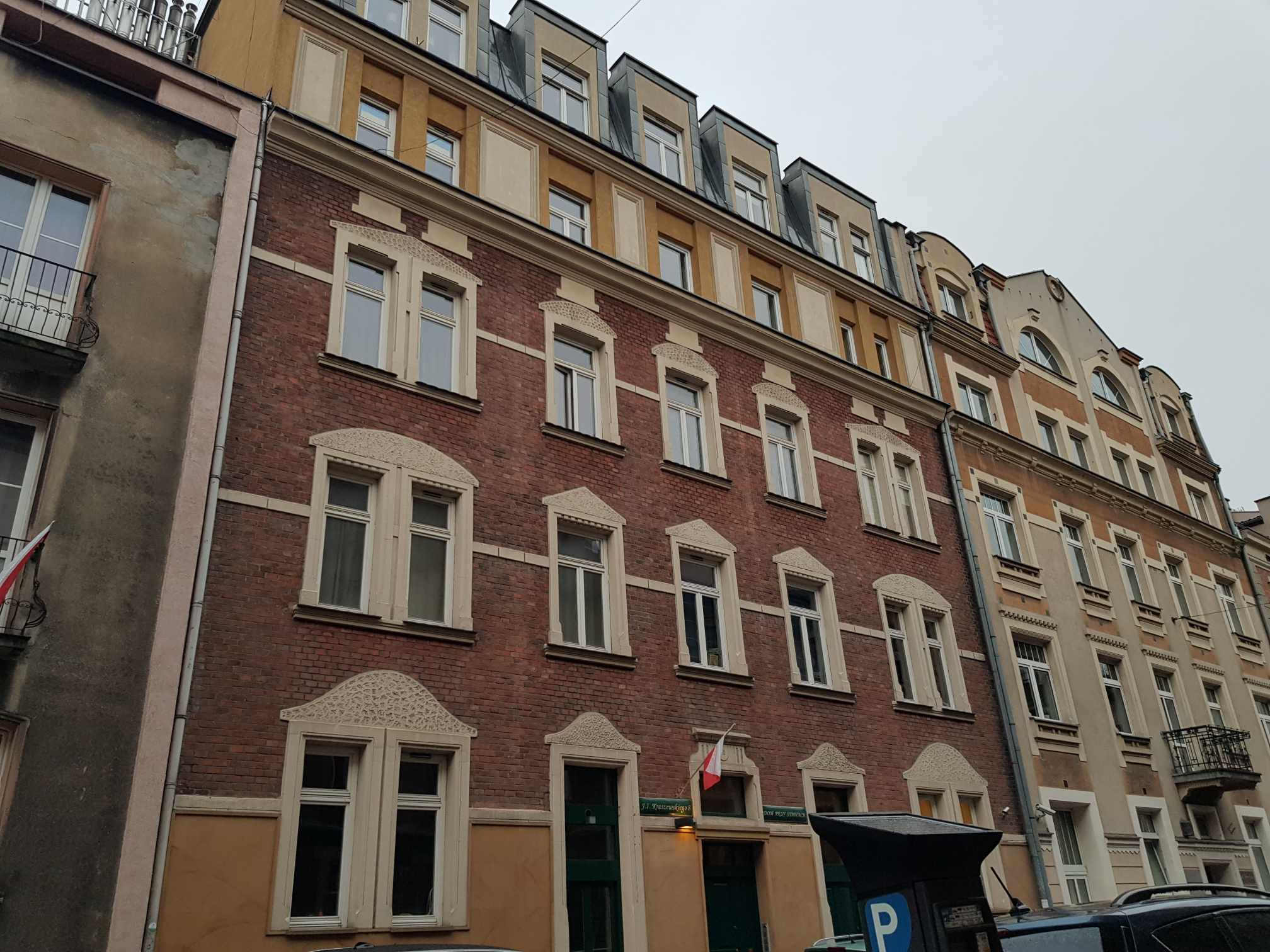
ul. Kraszewskiego 8, kamienica (ok. 1900)
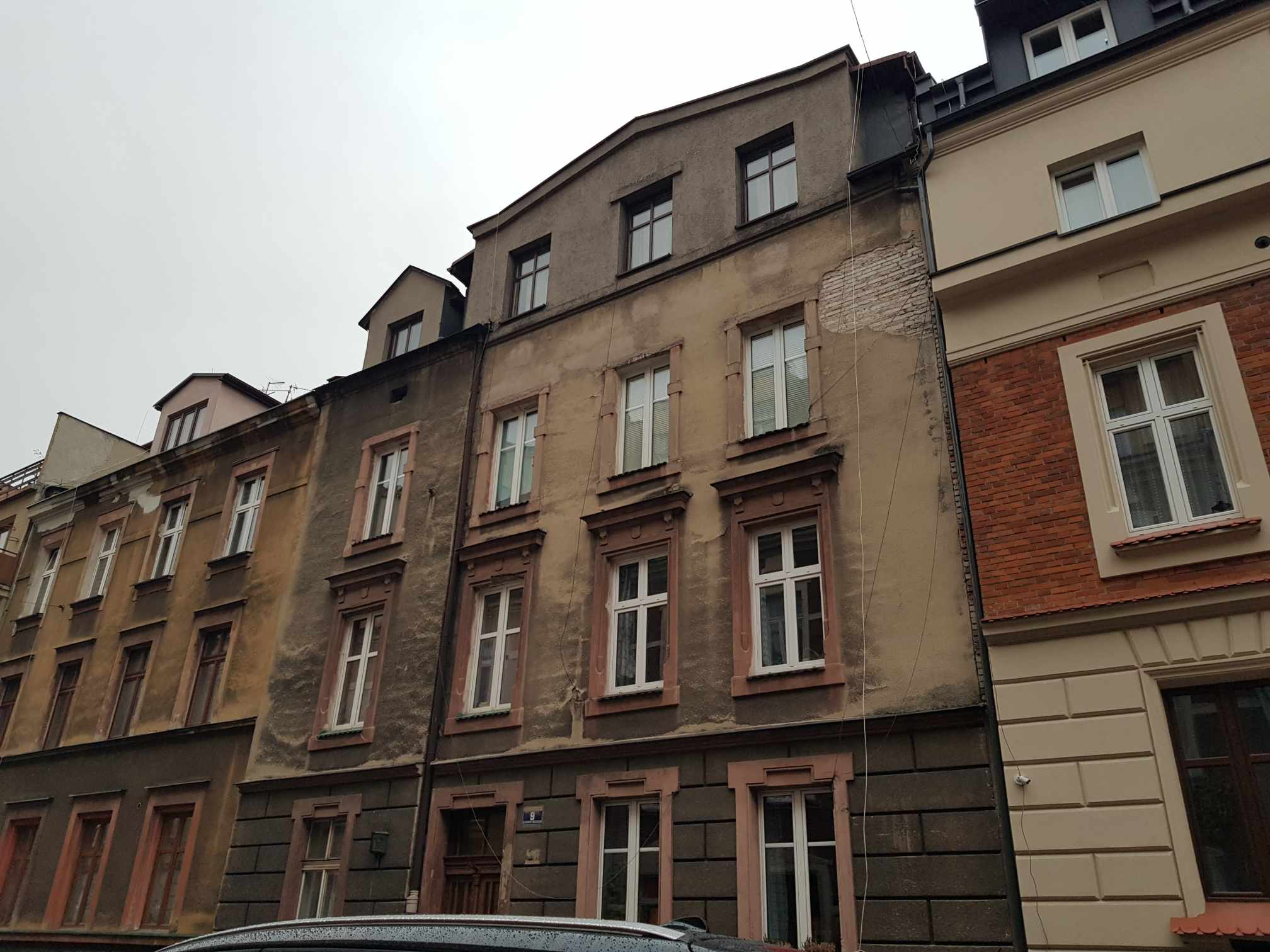
ul. Kraszewskiego 9, kamienica (1911)
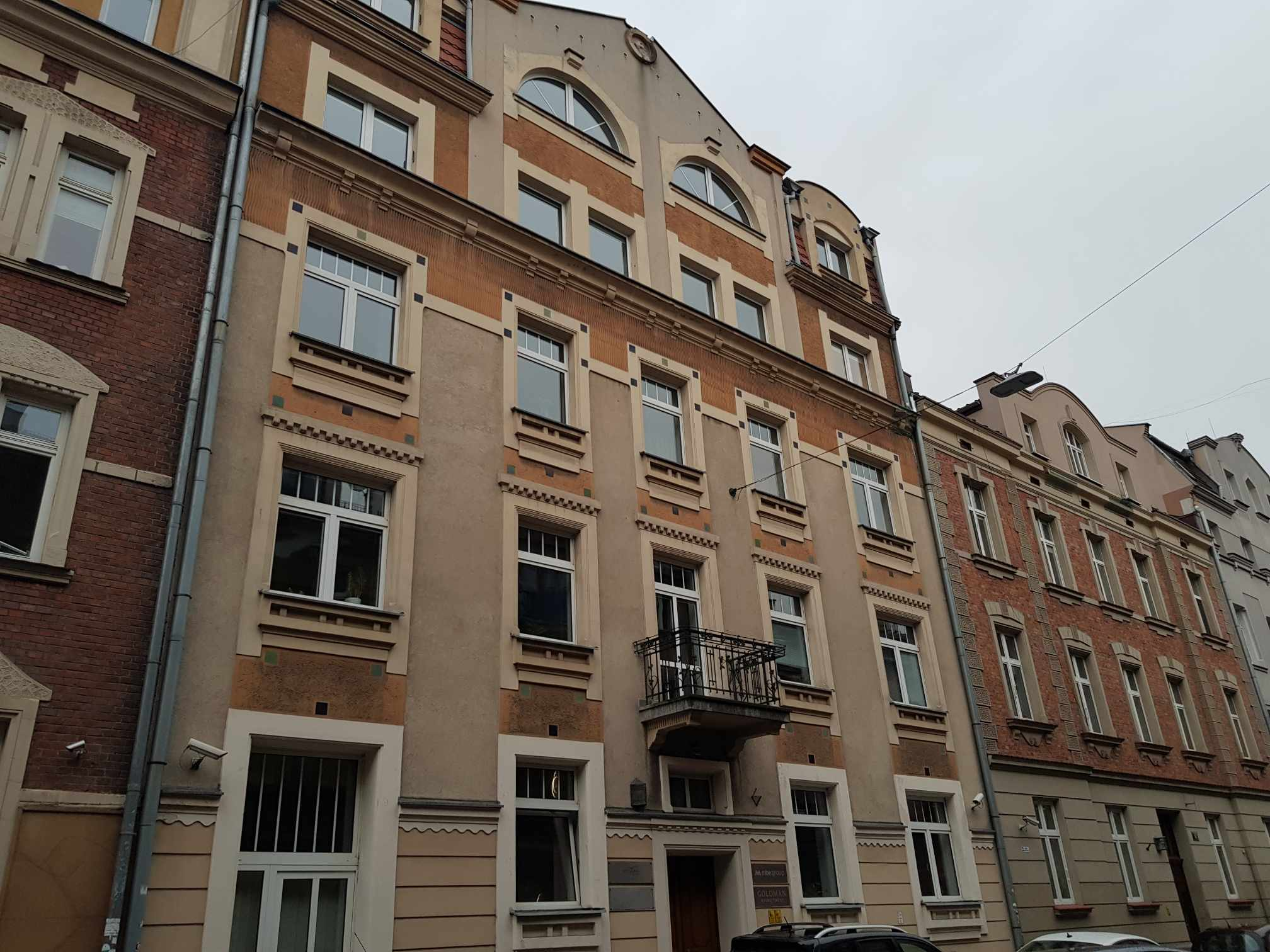
ul. Kraszewskiego 10, kamienica (ok. 1911)
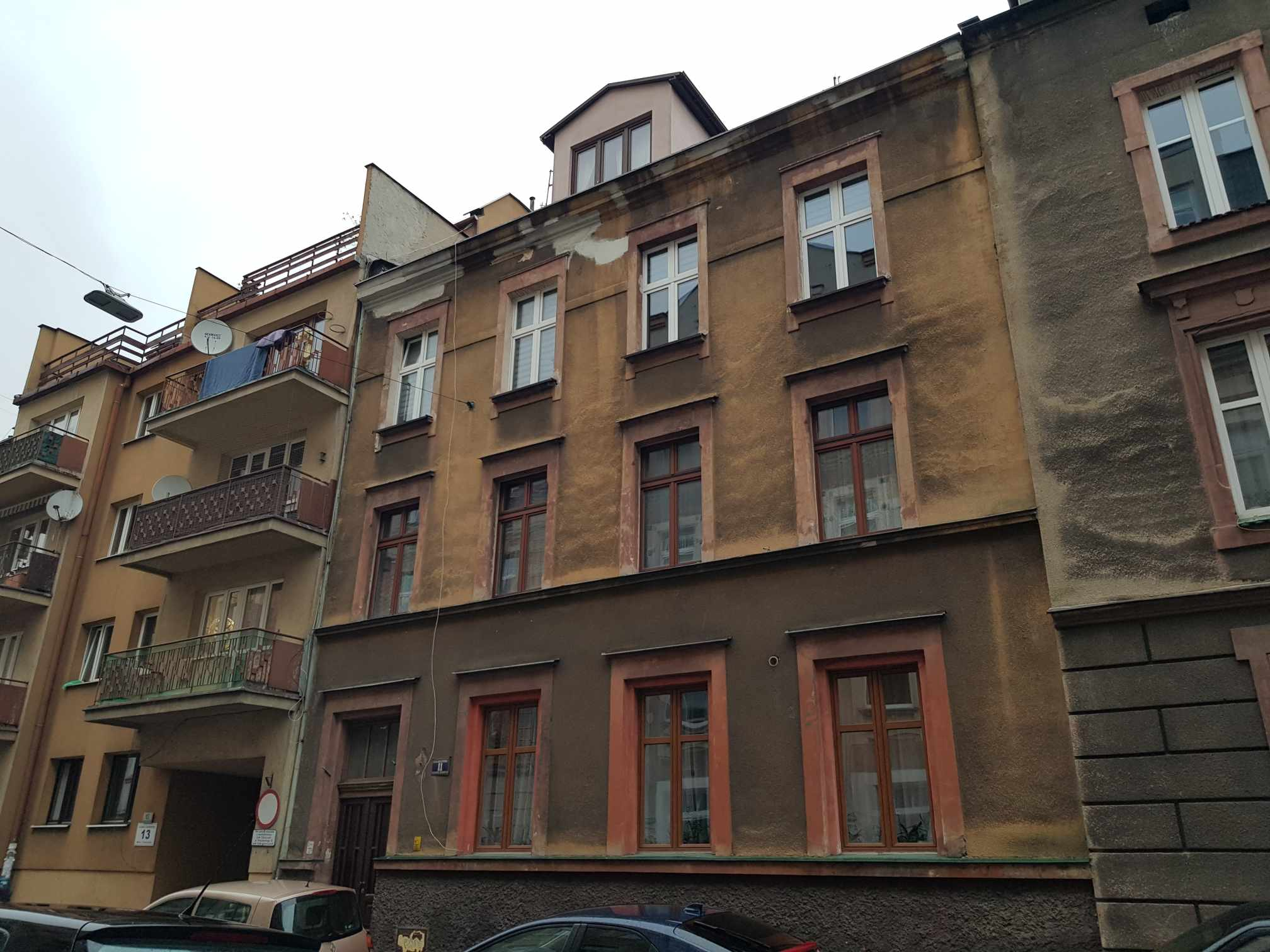
ul. Kraszewskiego 11, kamienica (1913)
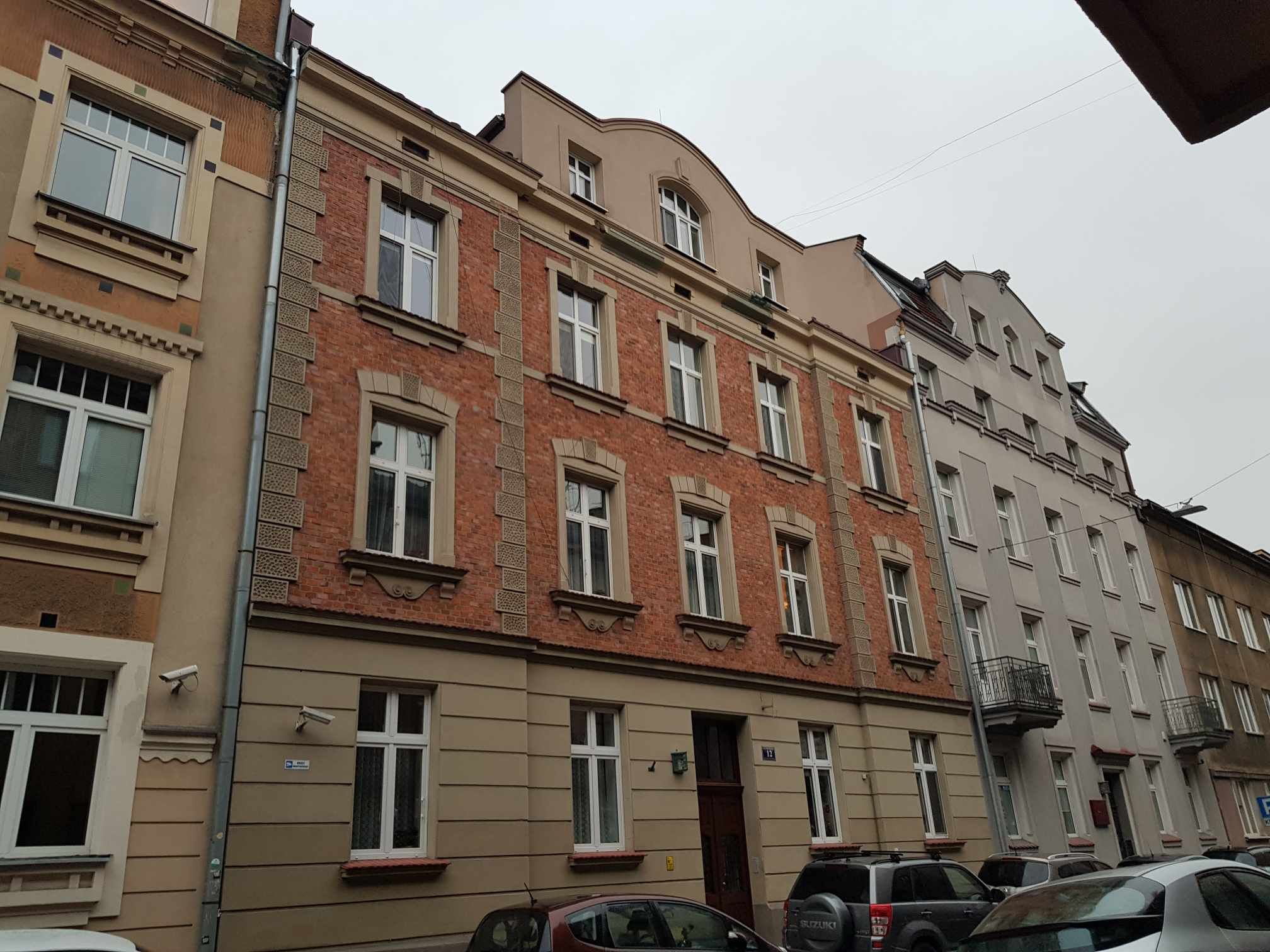
ul. Kraszewskiego 12, kamienica (1911)
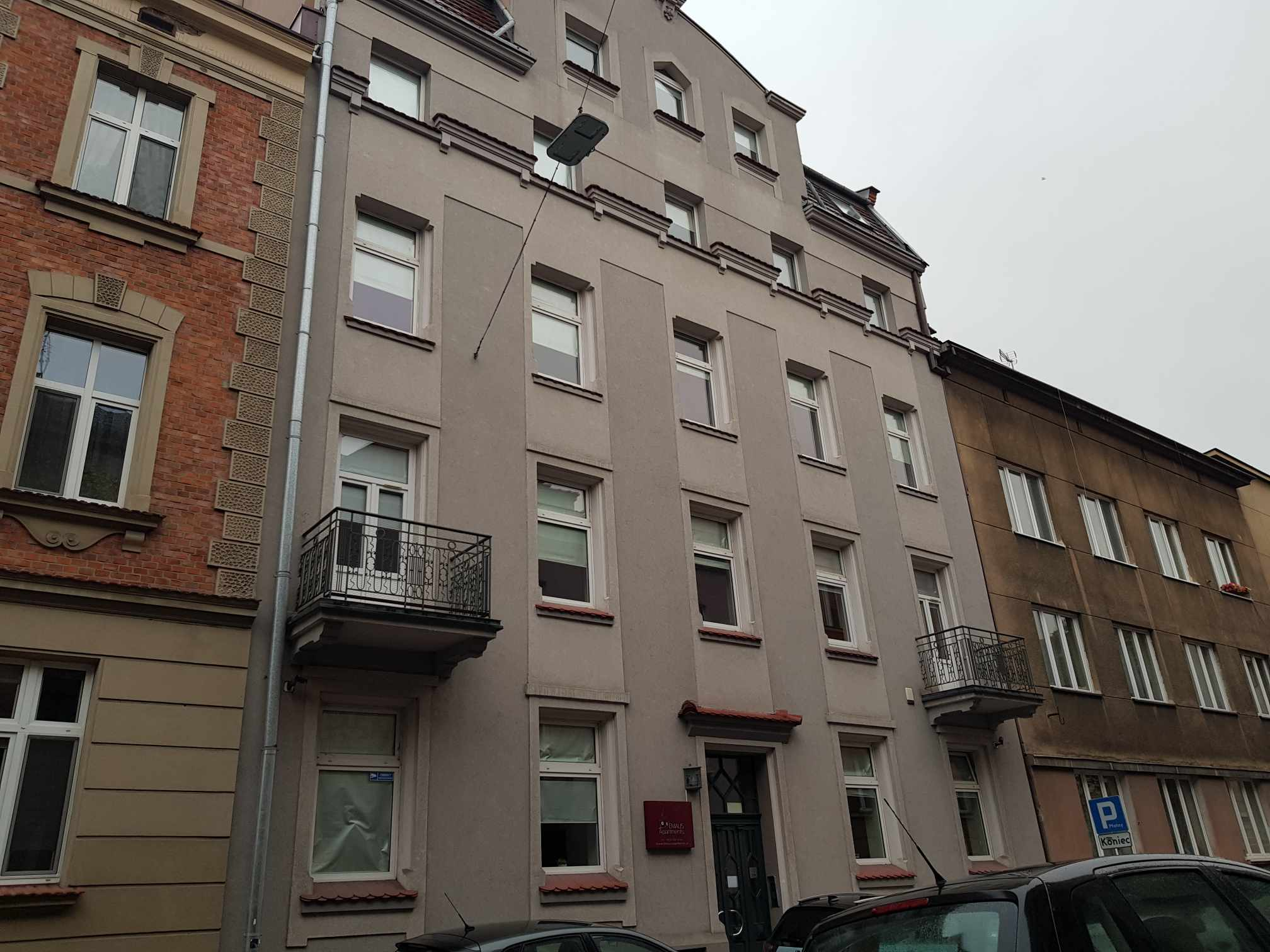
ul. Kraszewskiego 14, kamienica (1912)
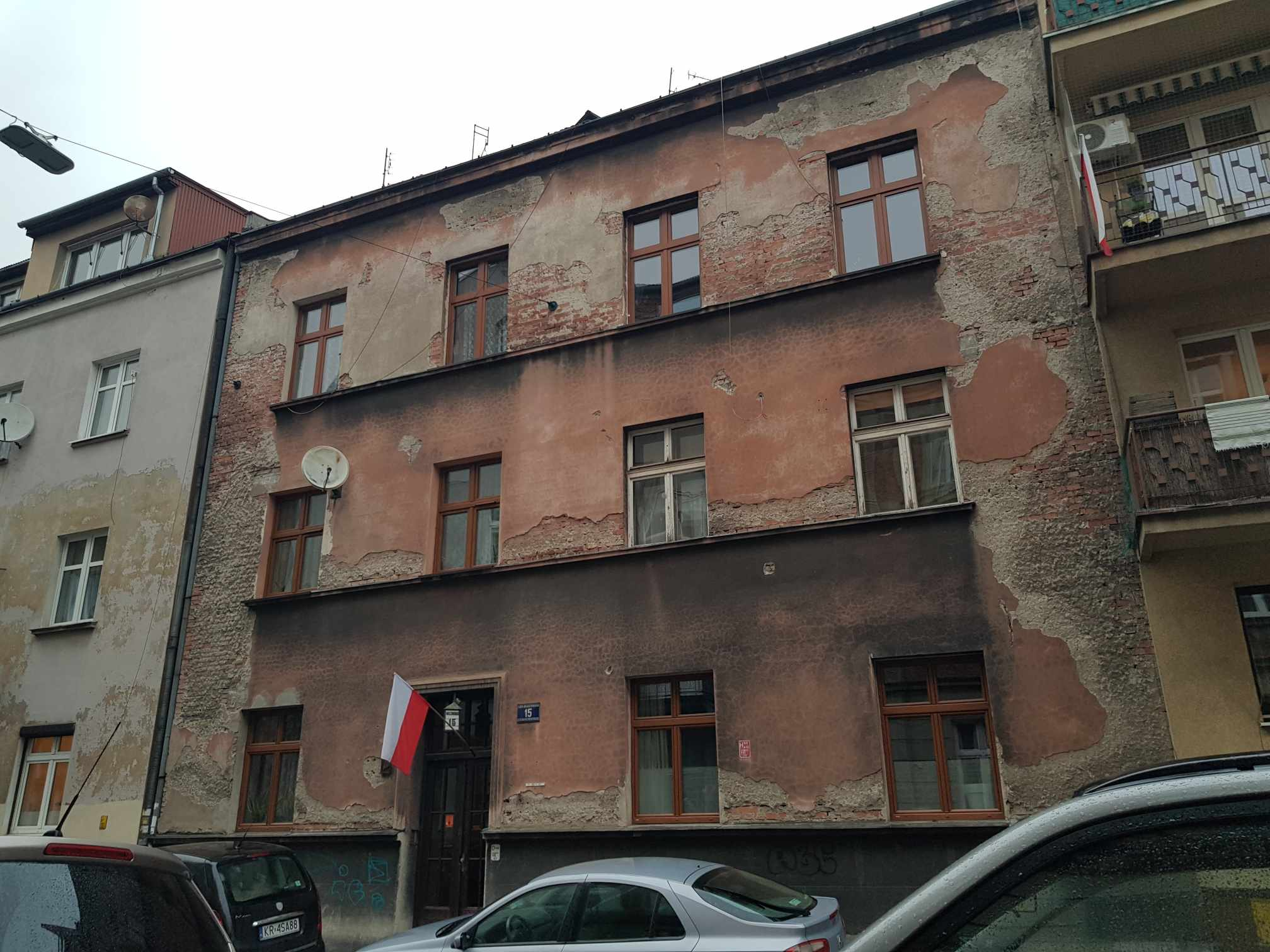
ul. Kraszewskiego 15, kamienica (1931)
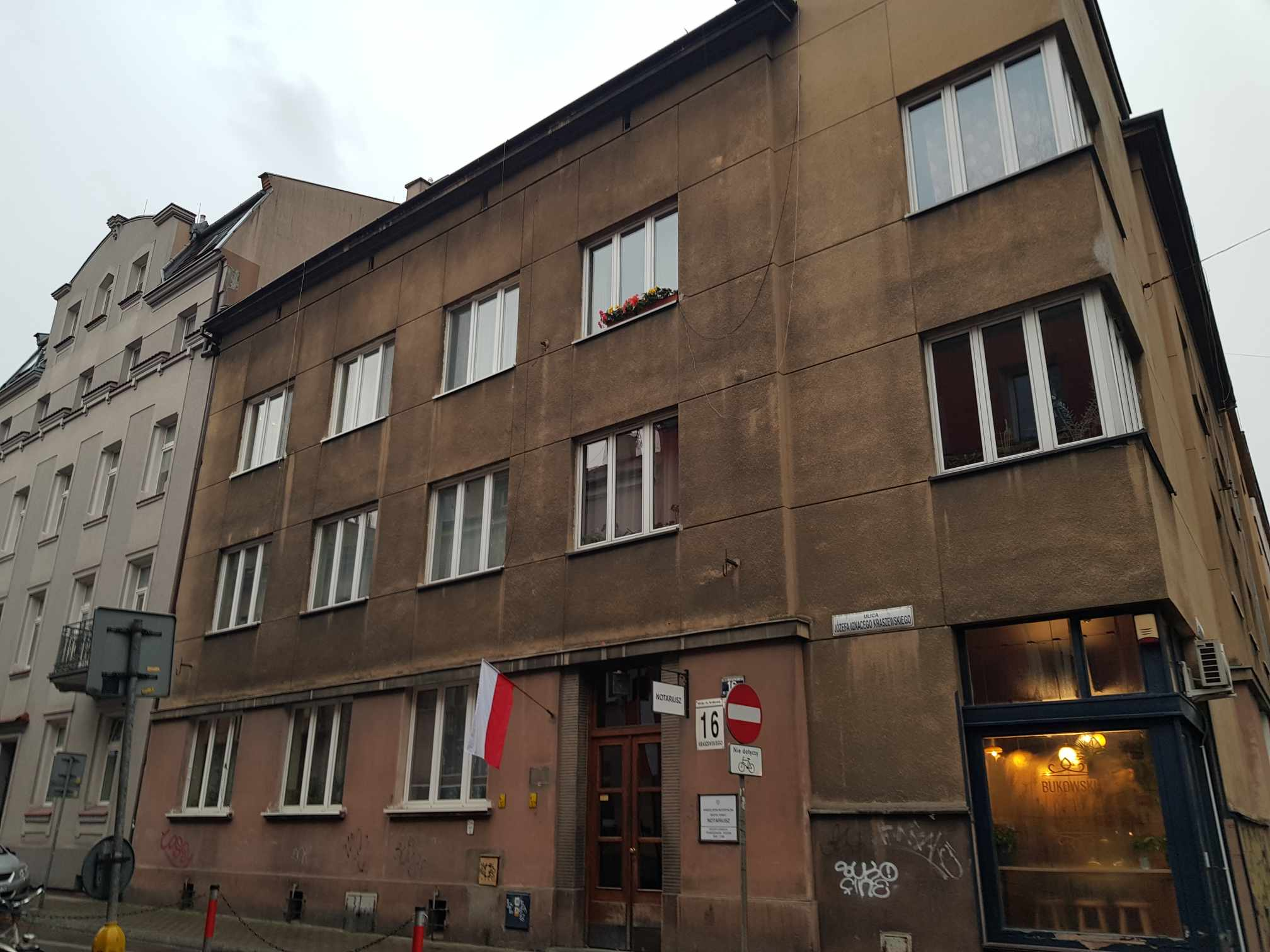
ul. Kraszewskiego 16, kamienica (1936)
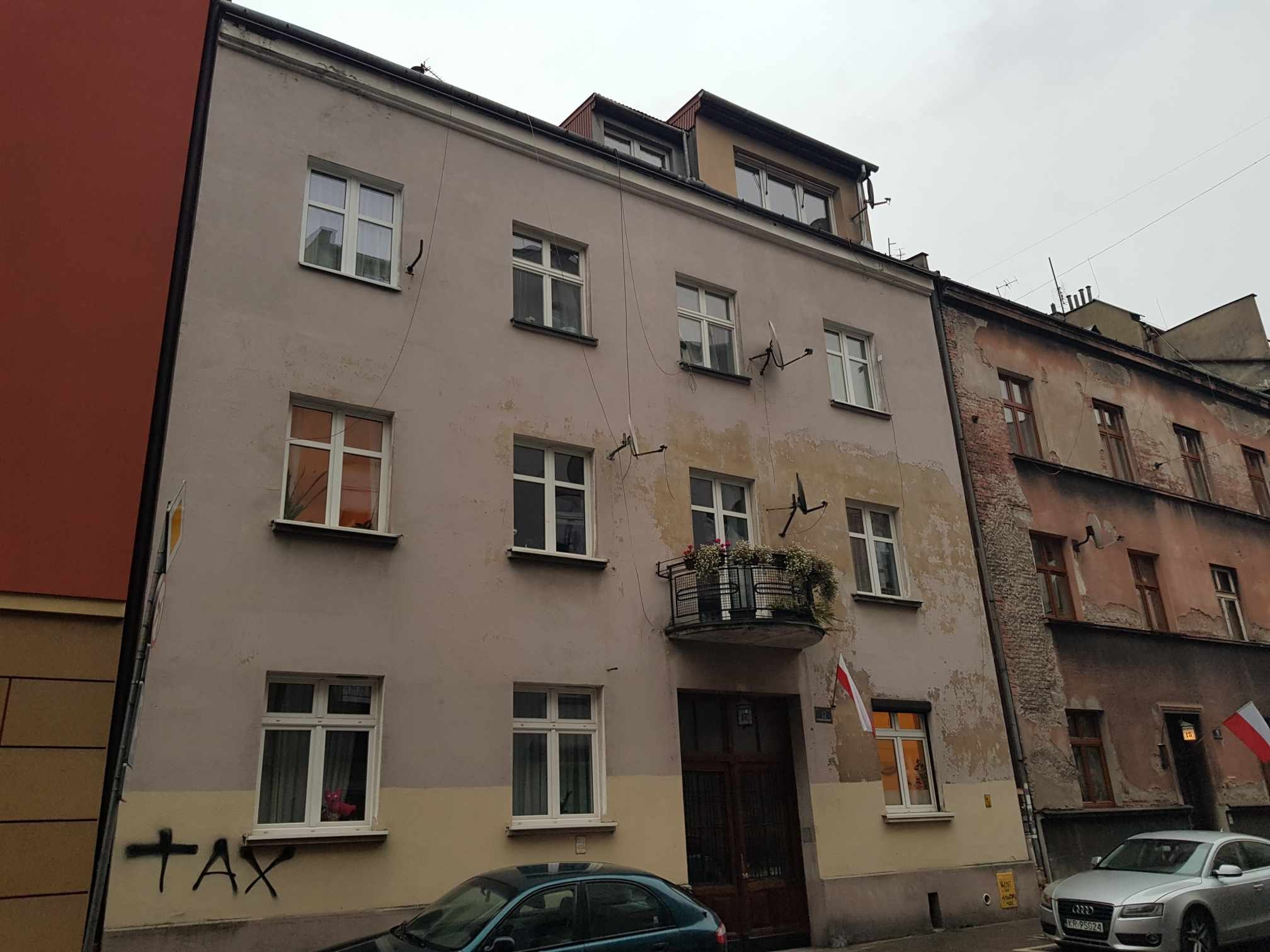
ul. Kraszewskiego 17, kamienica (1933)
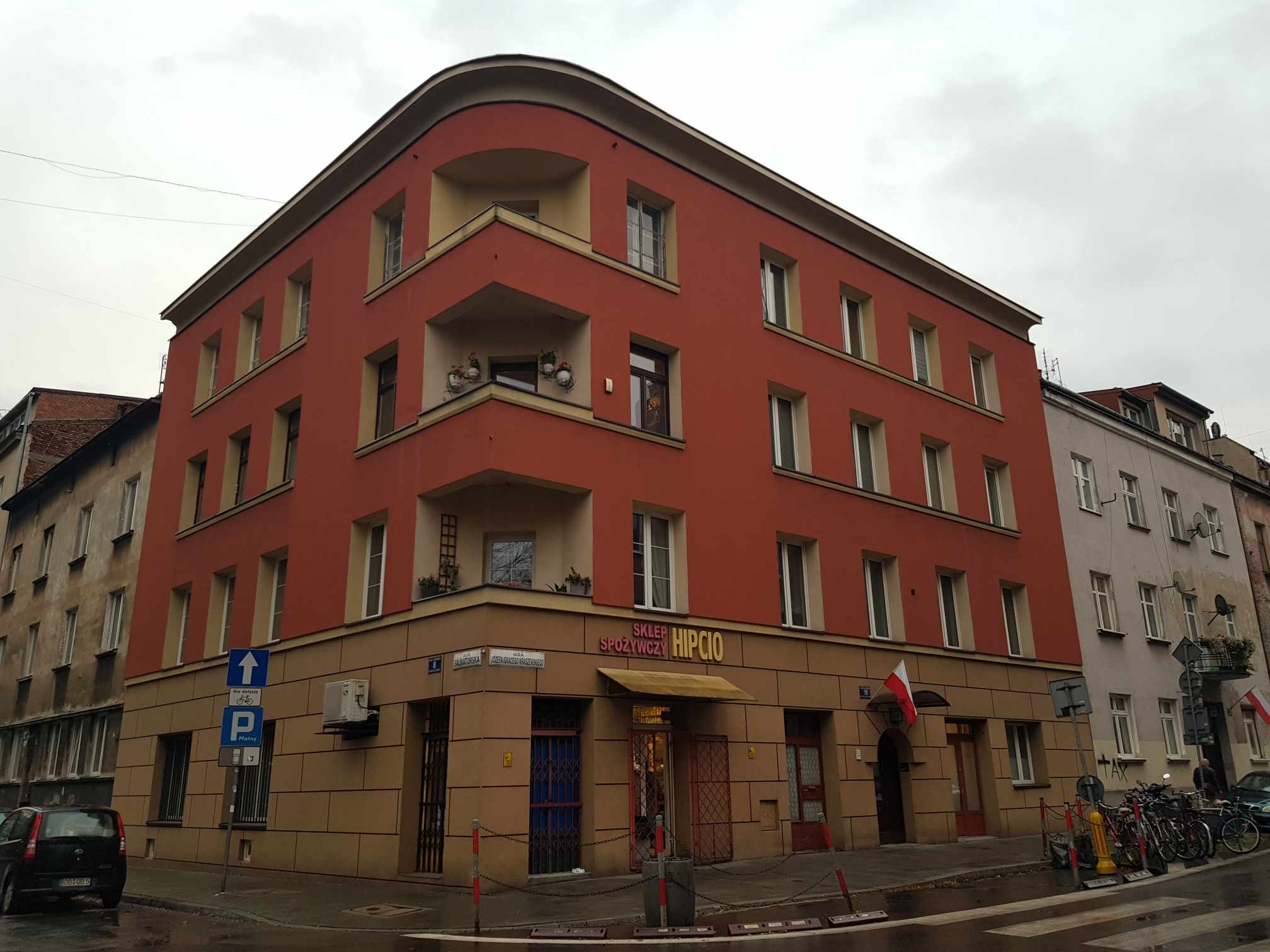
ul. Kraszewskiego 19, kamienica (1935)
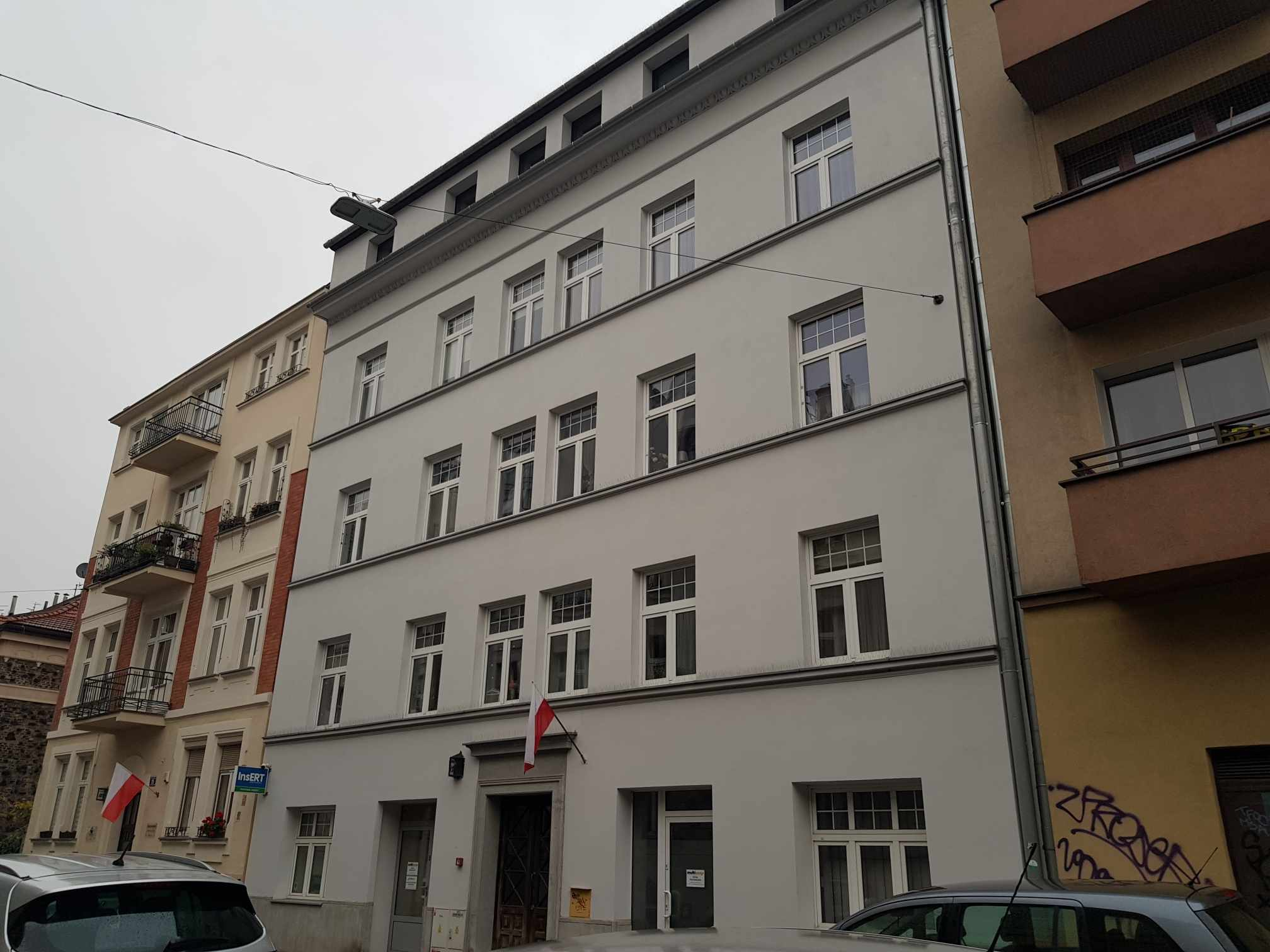
ul. Kraszewskiego 23, kamienica (1923)
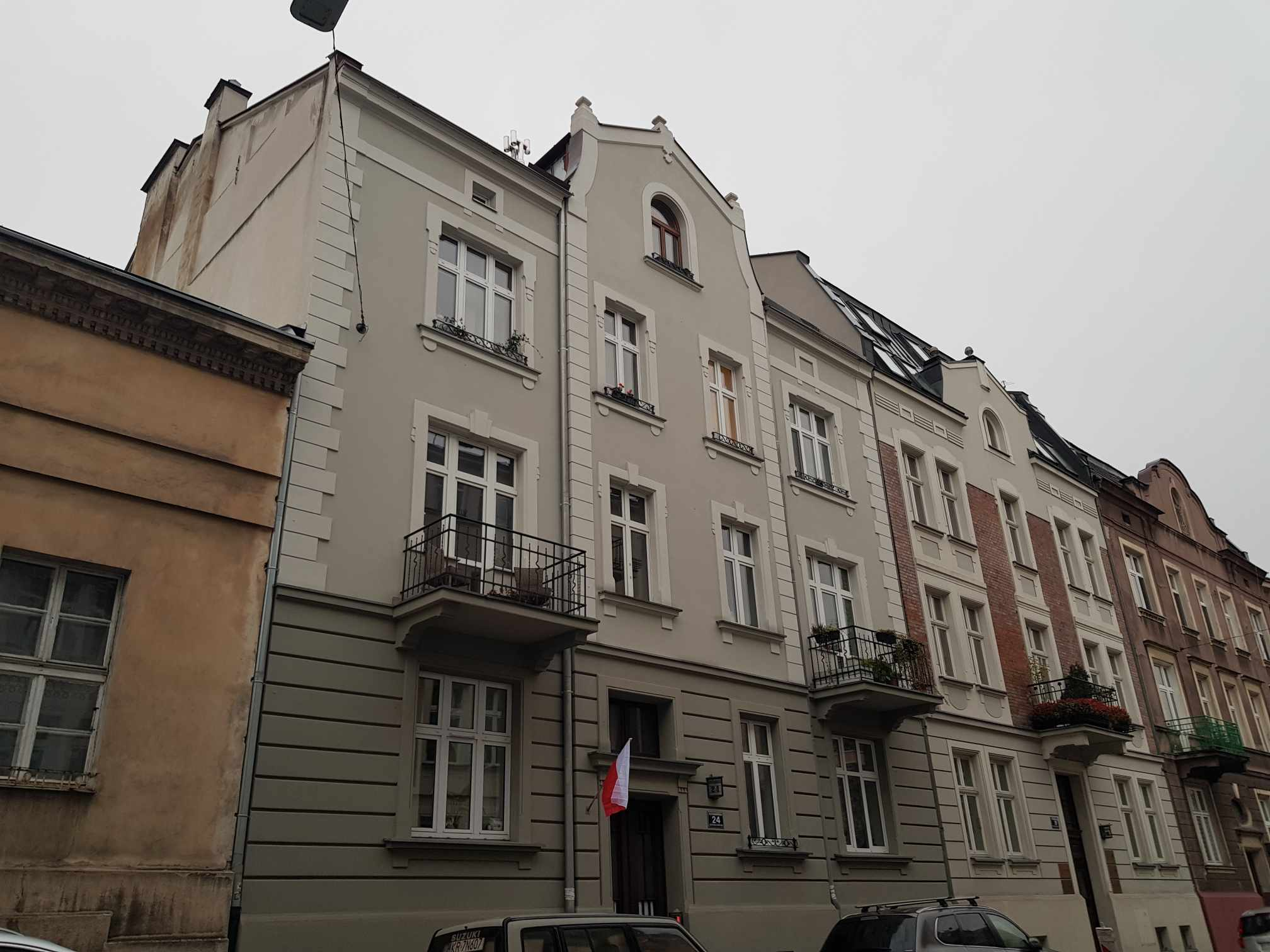
ul. Kraszewskiego 24, kamienica (1913)
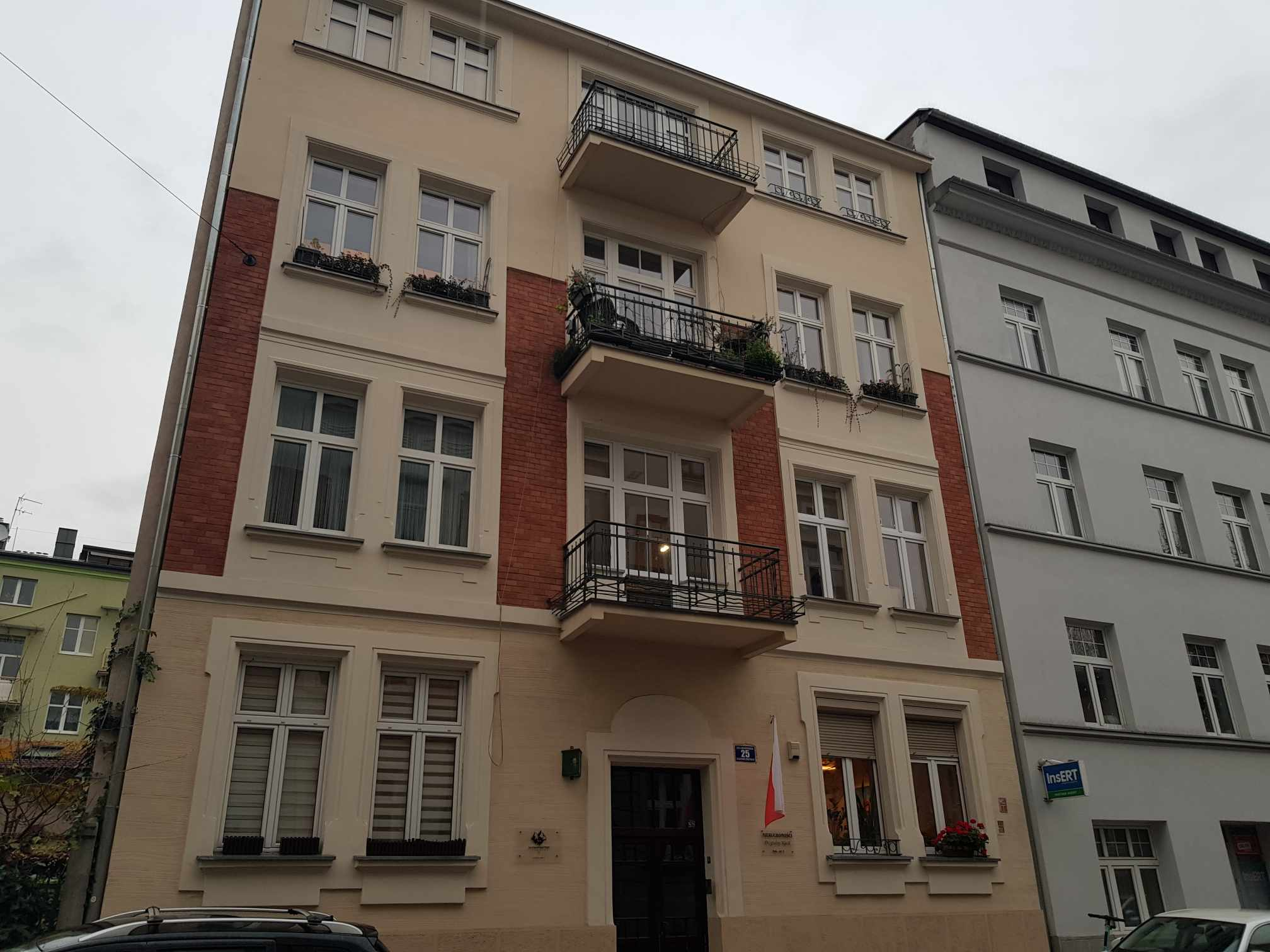
ul. Kraszewskiego 25, kamienica (1912)
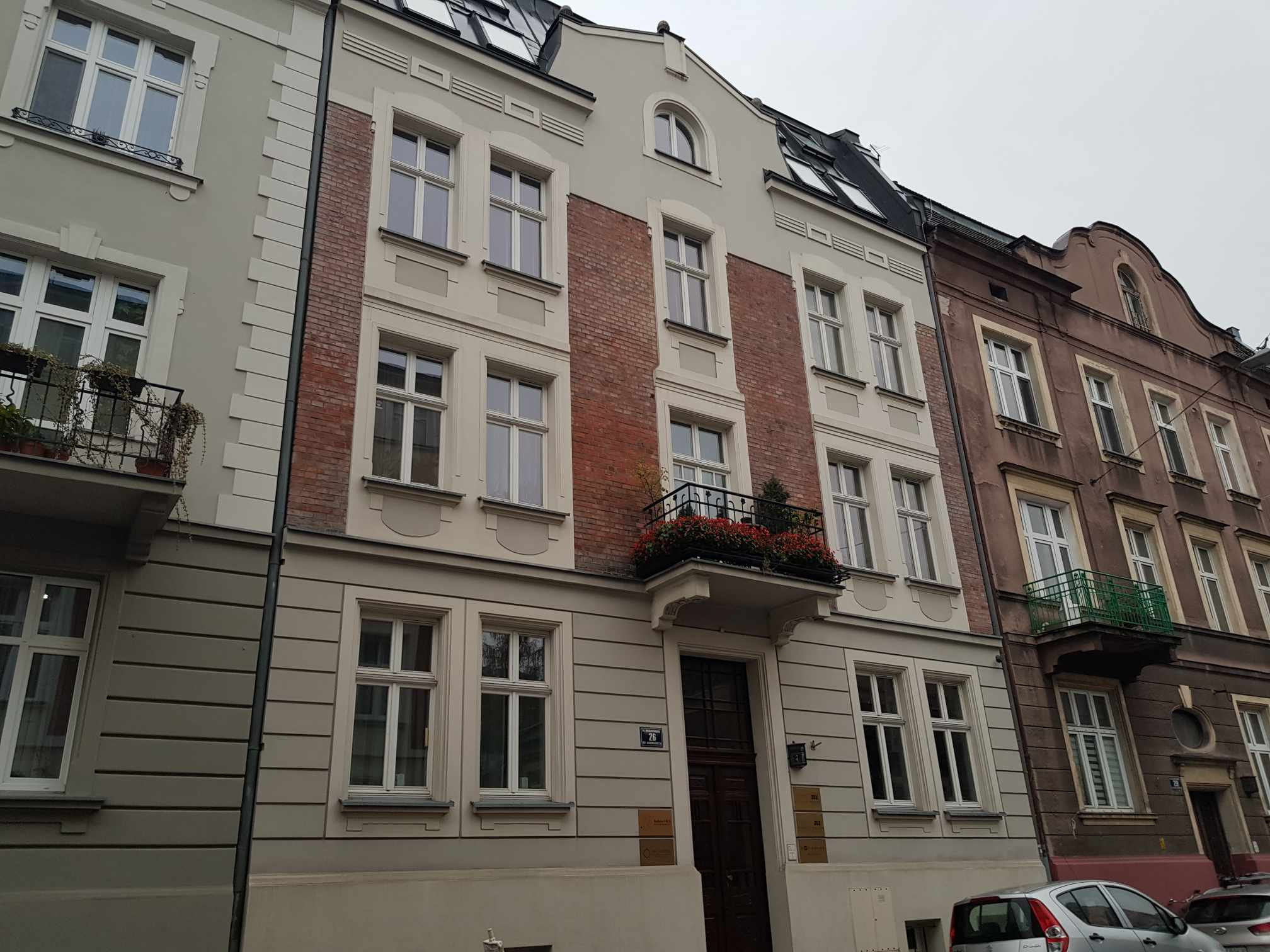
ul. Kraszewskiego 26, kamienica (1912)
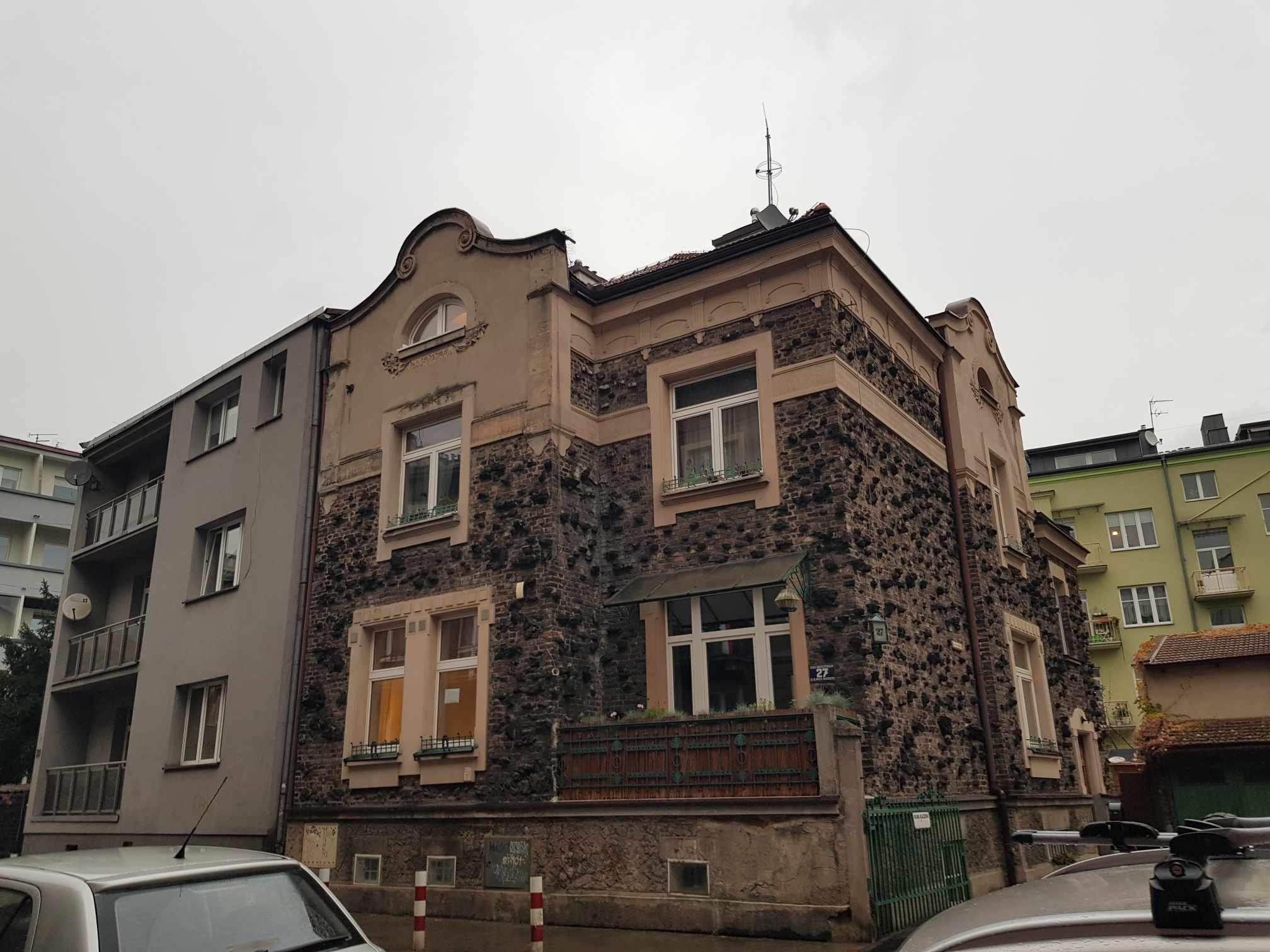
ul. Kraszewskiego 27, willa (1910)
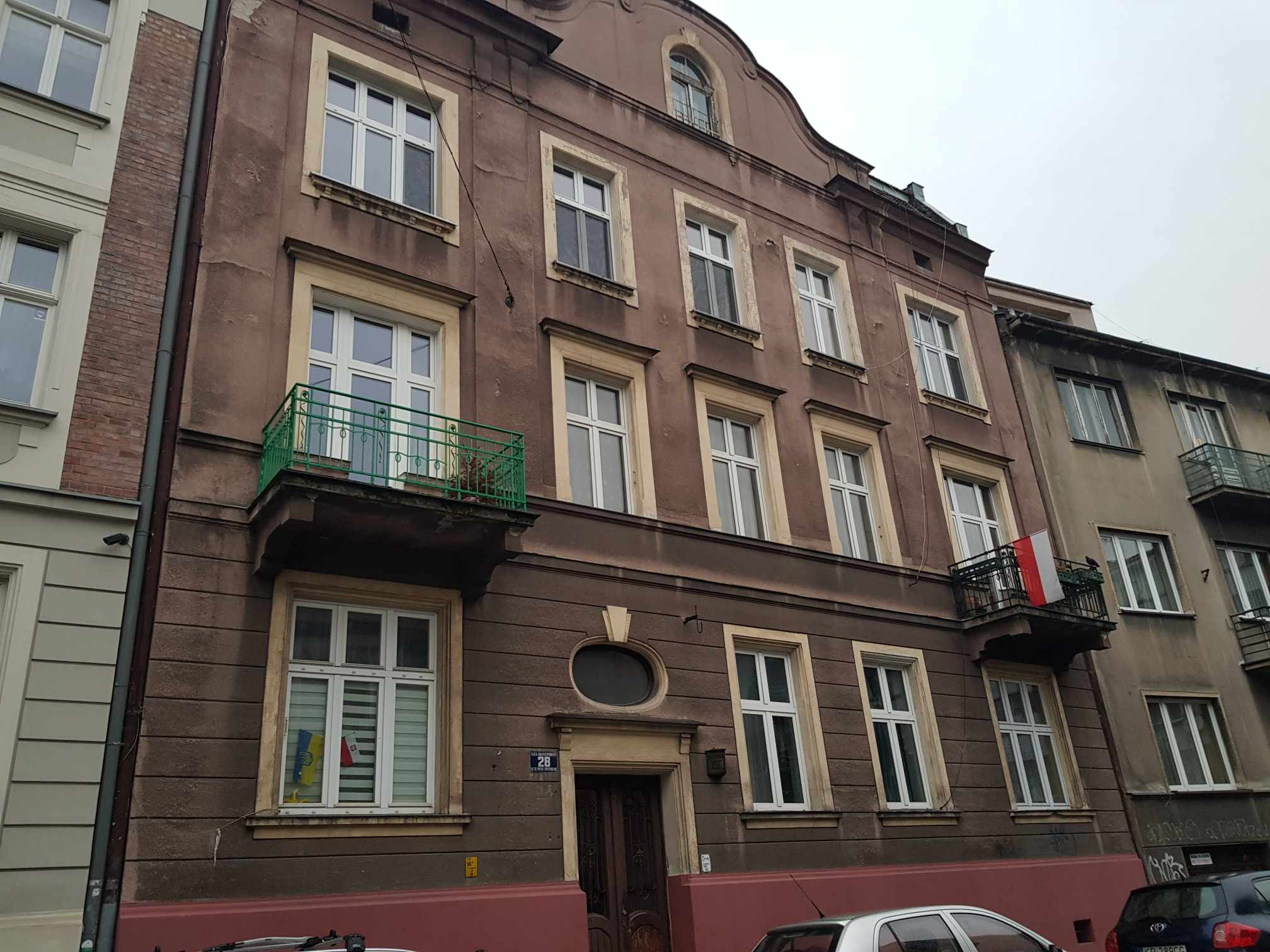
ul. Kraszewskiego 28, kamienica (1912)
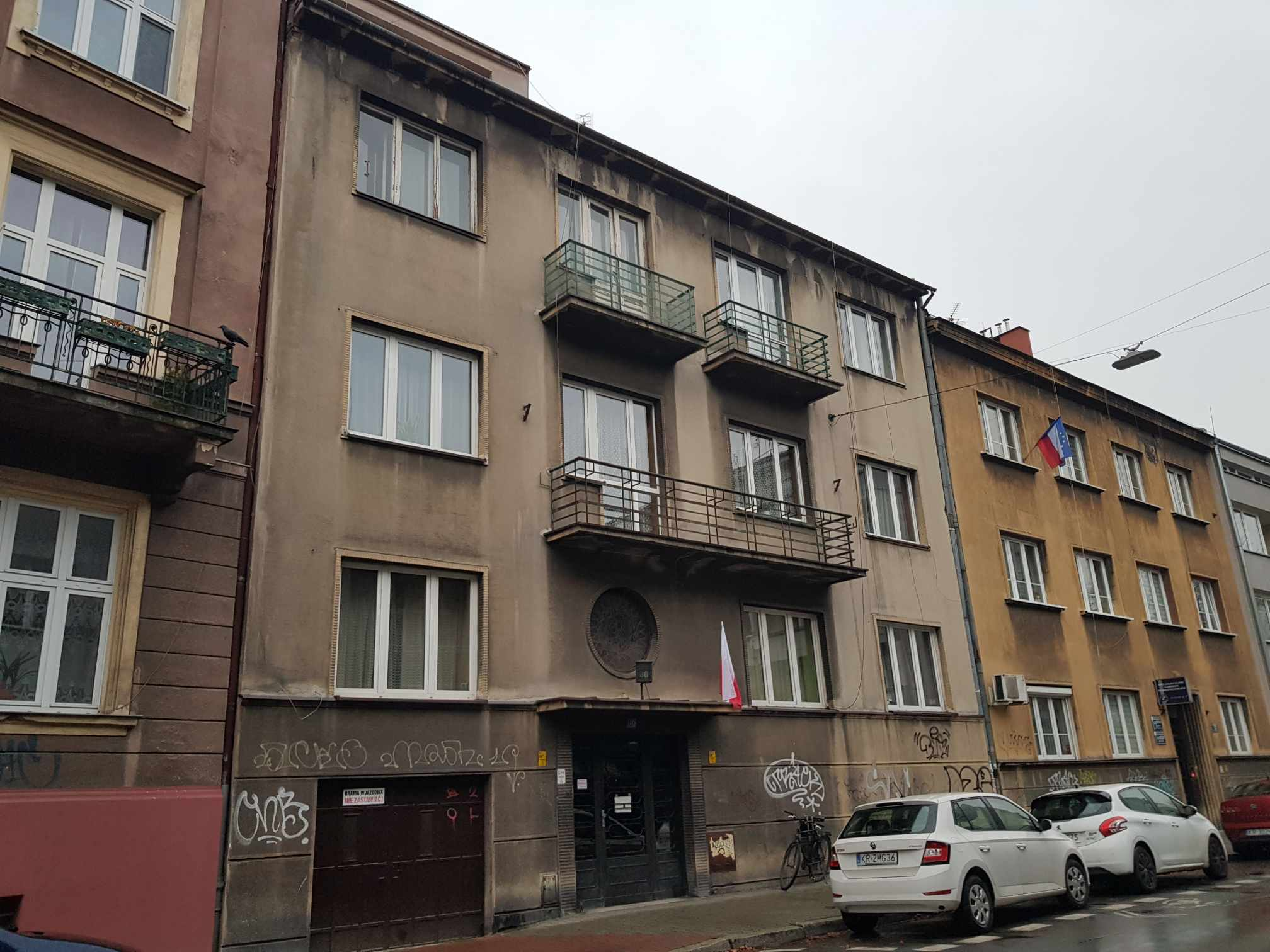
ul. Kraszewskiego 30, kamienica (1938)
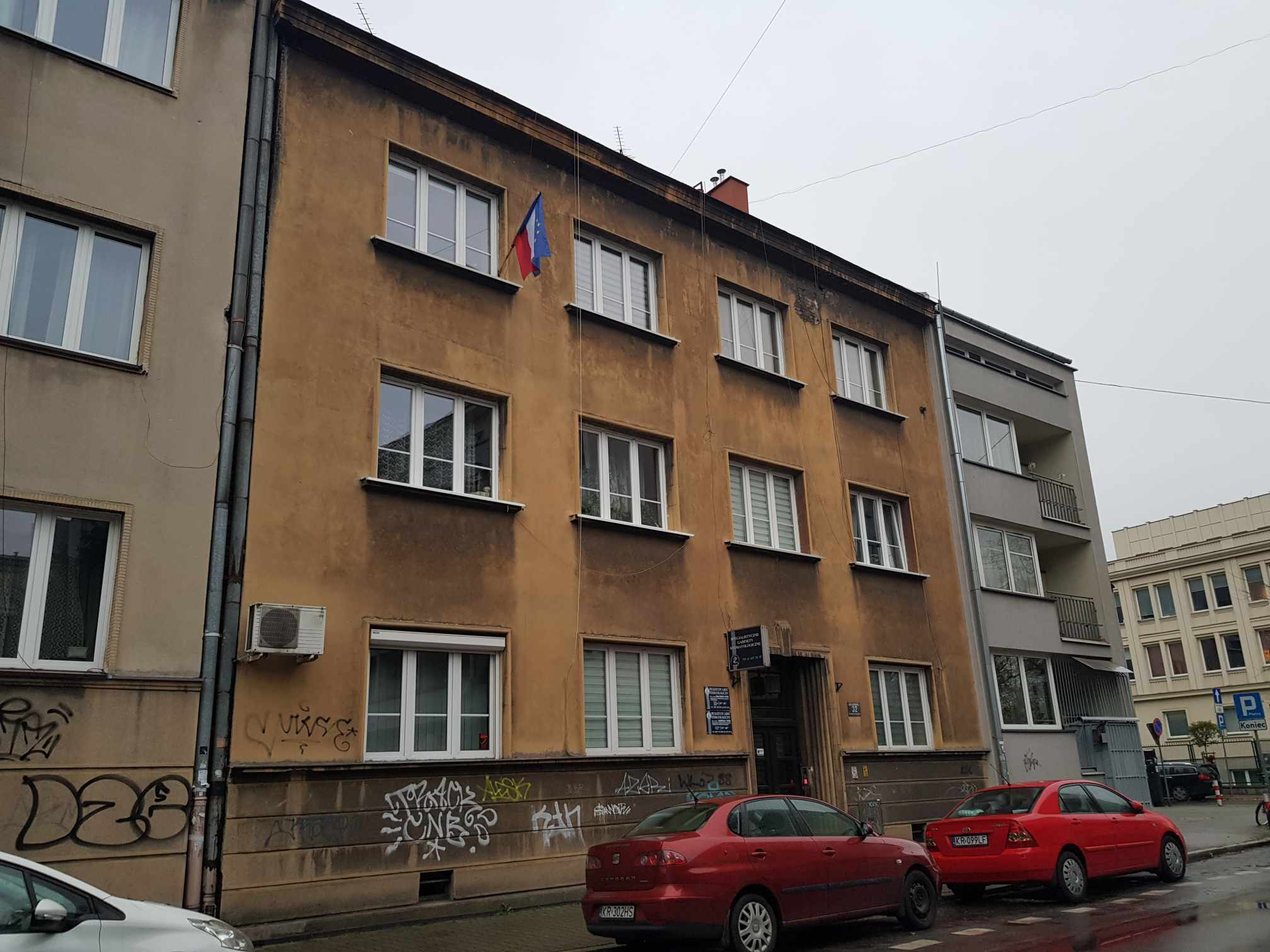
ul. Kraszewskiego 32, kamienica (1936)
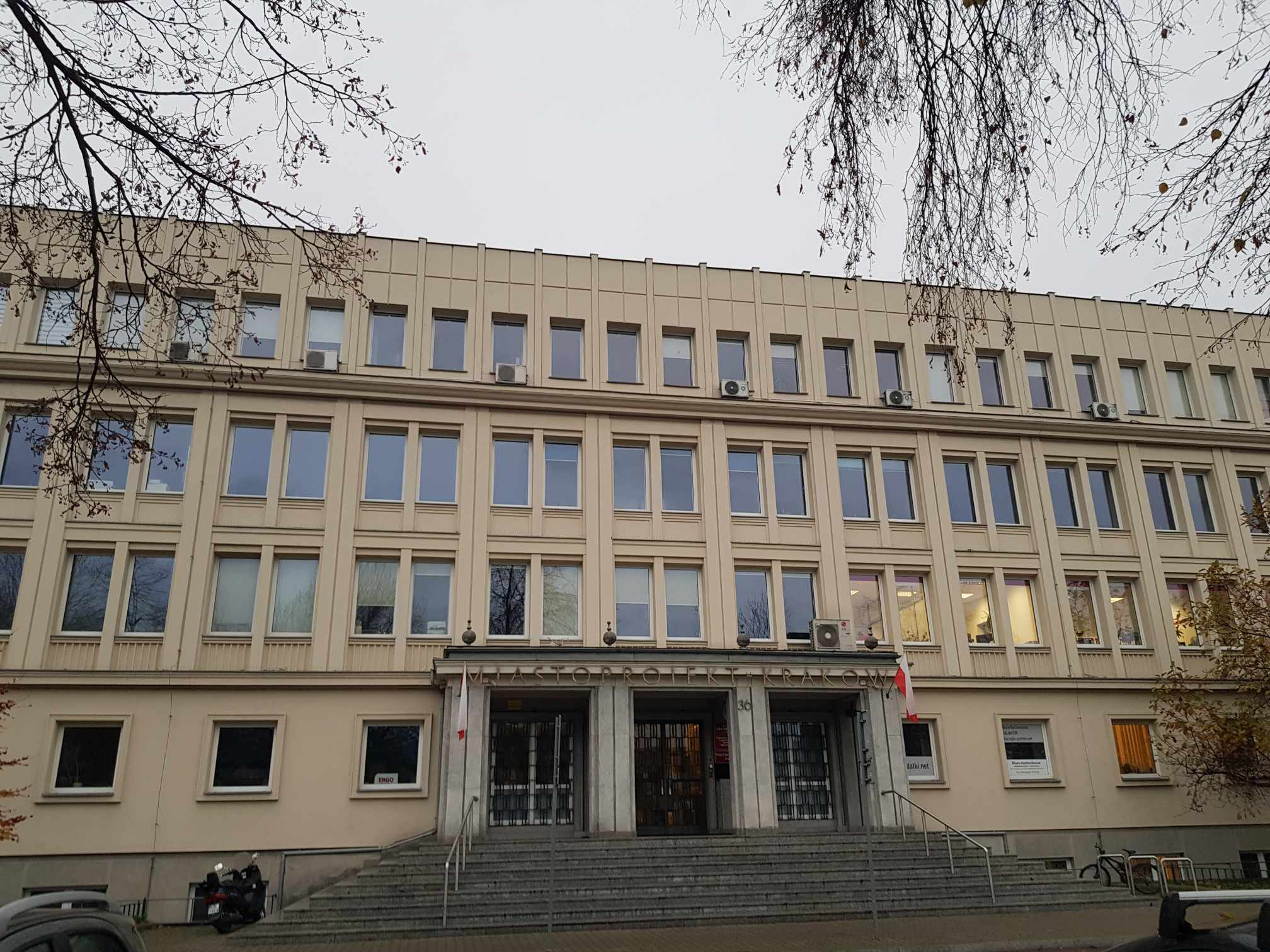
ul. Kraszewskiego 36, kamienica (1951)